# Victor Bourgeois
Pour les articles homonymes, voir Bourgeois.

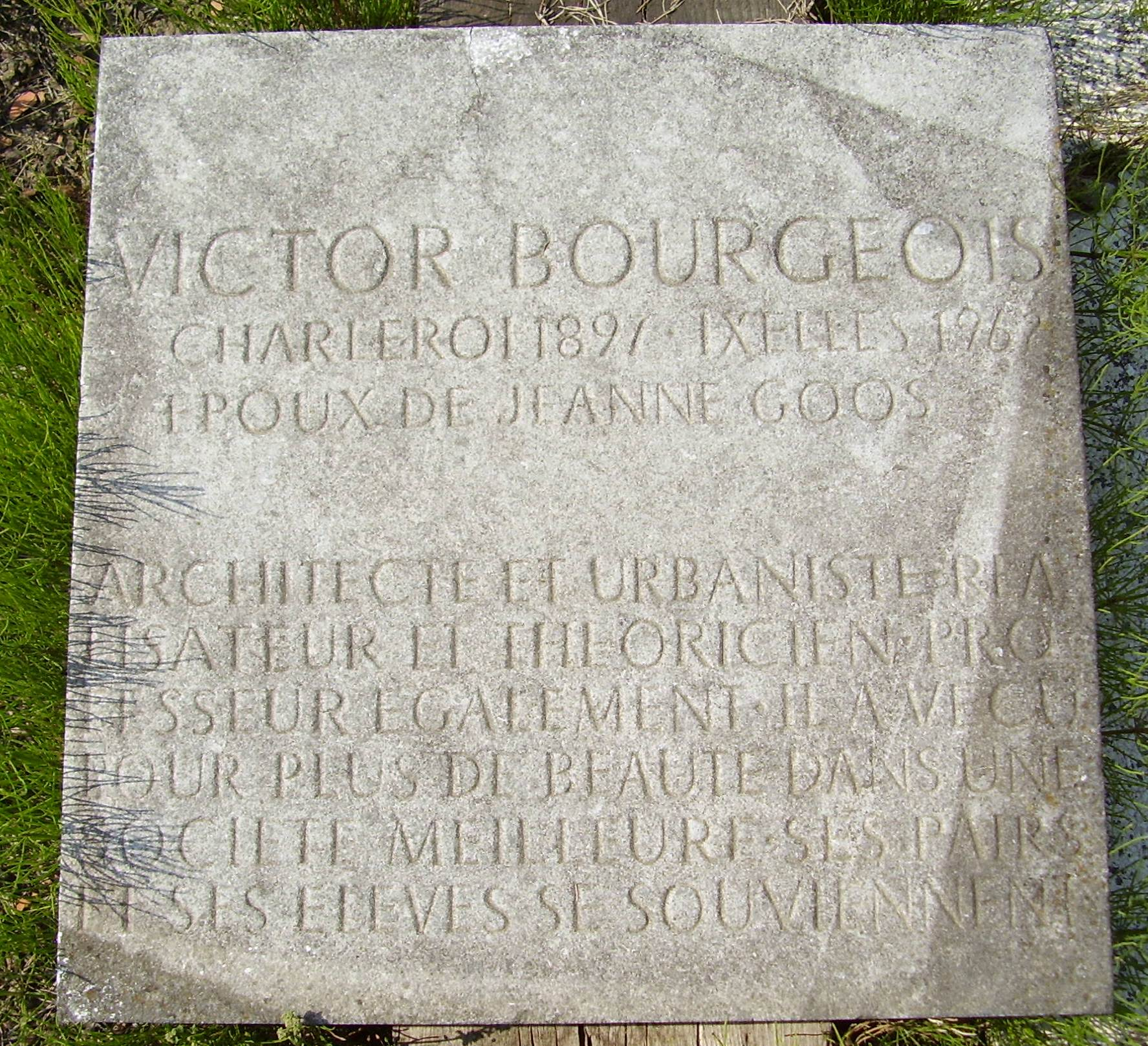
Pierre tombale de Victor Bourgeois au cimetière d'Ixelles.

Victor Bourgeois, né le 28 août 1897 à Charleroi et mort le 24 juillet 1962 à Ixelles, est un architecte et un urbaniste belge.
Tête de file du courant moderniste, et auteur d'une réflexion sur l’architecture et l’urbanisme, il obtient le grand prix des arts décoratifs de Paris en 1925.

## Biographie
Victor Bourgeois étudie à l'Académie royale des beaux-arts de Bruxelles entre 1914 et 1918.
Avec son frère cadet, le poète Pierre Bourgeois, il anime de 1922 à 1929 la revue 7 Arts, consacrée à la plastique pure au travers des sept arts, et notamment au cinéma. Charles Dekeukeleire y écrit des articles percutants et avant-gardistes. Dans cette foulée, ils créent le Club des Amis du Septième Art (CASA).
Il s'associe entre 1919 et 1920 avec l'architecte néerlandais Frans Van Der Drift puis obtient en 1921 un poste d'architecte au Service technique de la Société nationale des habitations à bon marché. Pour elle, il réalise à 25 ans seulement, 275 maisons et appartements dans de petits immeubles, d'un style cubiste à la Cité Moderne de Berchem-Sainte-Agathe refusant toute ornementation et présentant des volumes sobres aux angles droits et aux toits plats.
Il y gagne une reconnaissance internationale, et poursuit sa carrière avec une maison expérimentale à la cité du Weissenhof à Stuttgart en 1927 et préside le premier Congrès international d'architecture moderne (CIAM) de La Sarraz en 1928. La troisième édition de ce congrès se tient à Bruxelles en 1930 sous son égide. Il imagine également un « Nouveau Bruxelles » pour le quartier Nord et une Cité mondiale avec Paul Otlet à Tervueren.
Il fonde la revue d'urbanisme Bruxelles, et réalise plusieurs pavillons pour l'Exposition internationale de Bruxelles en 1935 (Restaurant Léopold II, Gare Modèle, Pavillon du Ruwenzori), ainsi que celui de la Belgique pour l'Exposition universelle de New York de 1939.
Il dirige l'atelier d'architecture à l'École nationale supérieure d'architecture et des arts visuels (La Cambre) de 1934 à 1962.
Son nom figure dans la liste des plus célèbres artistes de ces cent dernières années ayant accepté de faire partie des jurys chargés du jugement des œuvres et projets présentés aux Concours Godecharle .
Ses archives sont conservées aux Archives et Musée de la littérature.

## Réalisations

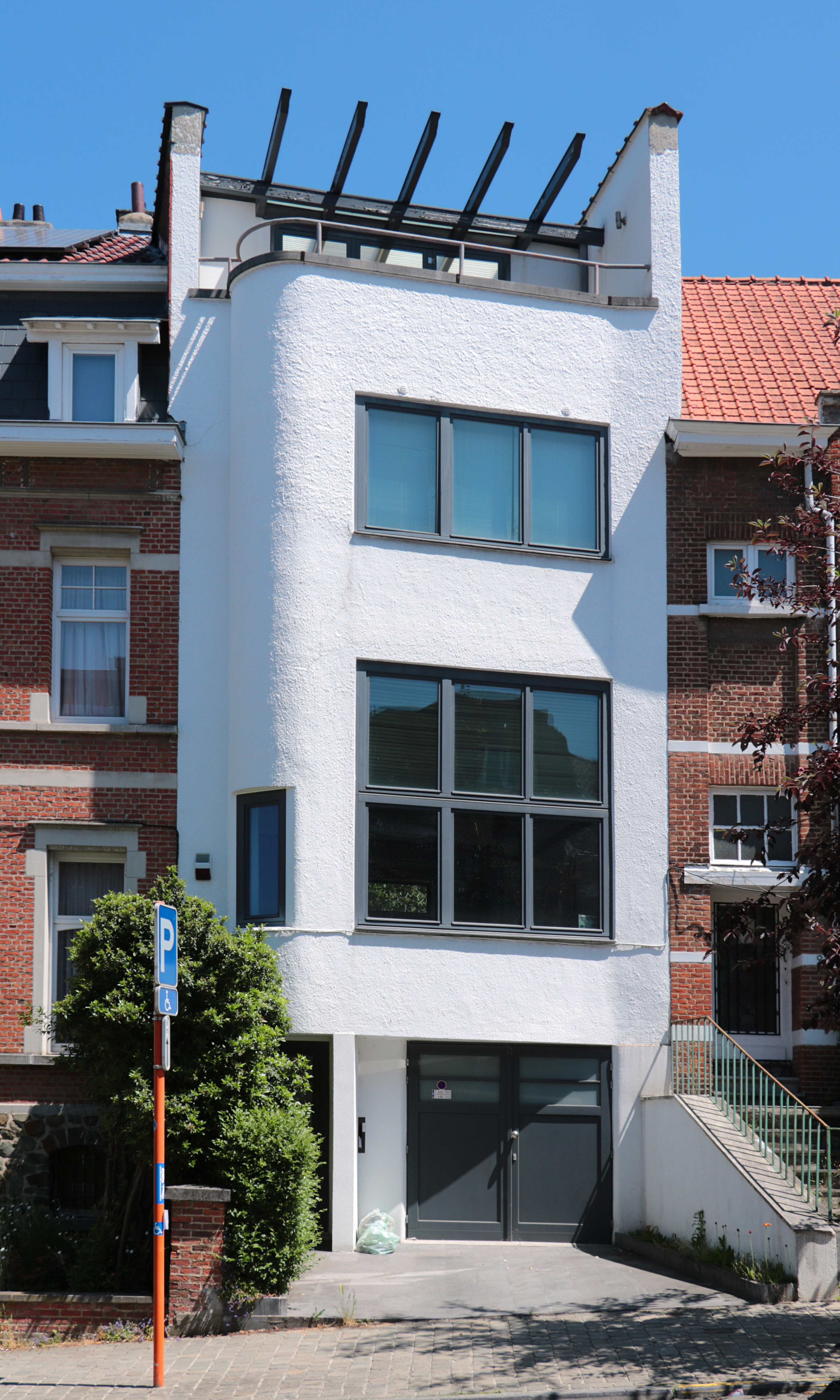
Maison Lamblot (1929).

- 1921 Monument funéraire au Cimetière de Molenbeek-Saint-Jean
- 1921 Immeuble de 16 appartements pour le Foyer Koekelbergeois, rue Antoine-Court à Bruxelles
- 1922 ensemble d'immeubles, rue du Cubisme à Koekelberg
- 1923 Le Monument au Travail de Constantin Meunier à l'Exposition internationale de la coopération de Gand
- 1923-1925 Cité Moderne à Berchem-Sainte-Agathe
- 1925 Maison Bourgeois, avenue Seghers 103 à Koekelberg
- 1926 Maison de M. Latinis, avenue Voltaire, Bruxelles
- 1927 Villa Mondalt, avenue G.Versé 33 à Berchem-Sainte-Agathe
- 1928 Maison Jespers, avenue du Prince Héritier 148 à Woluwe-Saint-Lambert
- 1928 Immeuble Naïlis, avenue Roosevelt 74
- 1928 Maison Blanche (Buchet), Bergensesteenweg 57 à Lot (Beersel)
- 1929 Maison Lamblot, rue Robert Scott 22 à Uccle
- 1930 Maison Vogel, avenue Rogier 263 à Schaerbeek
- 1932 Maison Doms, rue du sillon 86 à Anderlecht
- 1933 Maison Chapeaux, rue Marianne 10 à Uccle
- 1936 Villa la Jeannerie, avenue des Trembles 33 à Rhode-Saint-Genèse
- 1936 Cinéma Continental, chaussée de Wavre 366 (actuellement Espace Senghor)
- 1937 Bibliothèque populaire pour l'Exposition internationale de Paris
- 1937-1942 Office des Comptes-Chèques Postaux, rue de la Croix de Fer à Bruxelles
- 1938 Cité de l'Enfance, Avenue Mascaux 800, Marcinelle
- 1938-1939 Maison Charles Eliat, avenue de l'Uruguay 5
- 1938 Parc provincial d'Hofstade
- 1939 Belgian Building à l'Exposition universelle de New York 1939-1940
- 1940 École du Centre à Hornu
- 1940 Aménagement de la carrière Ratiau à Antoing
- 1942 Bloc social des Forges de Thy-le-Château à Marcinelle
- 1947 Magasins généraux de la société Baume & Marpent à Haine-Saint-Pierre
- 1947 Pavillon belge de l'Exposition triennale de Milan
- 1950-1955 Pouponnière Le Berceau, rue de L'Orphelinat 80, Marcinelle
- 1951-1958 Cité Mon Logis à Marcinelle
- 1954 Hôtel de Ville d'Ostende
- 1958 Pavillons Eternit et Germinal à l'Exposition universelle de Bruxelles
- 1958-1964 Maison de la Culture de Namur (en collaboration avec Jacques Colin, José Ledoux et Georges Lambeau, ainsi que René Péchère pour l’aspect paysager ; des travaux de rénovation et d'agrandissement par Samyn et Partners architects & engineers ont été entamés en 2017 [6])

Cité Moderne à Berchem-Sainte-Agathe
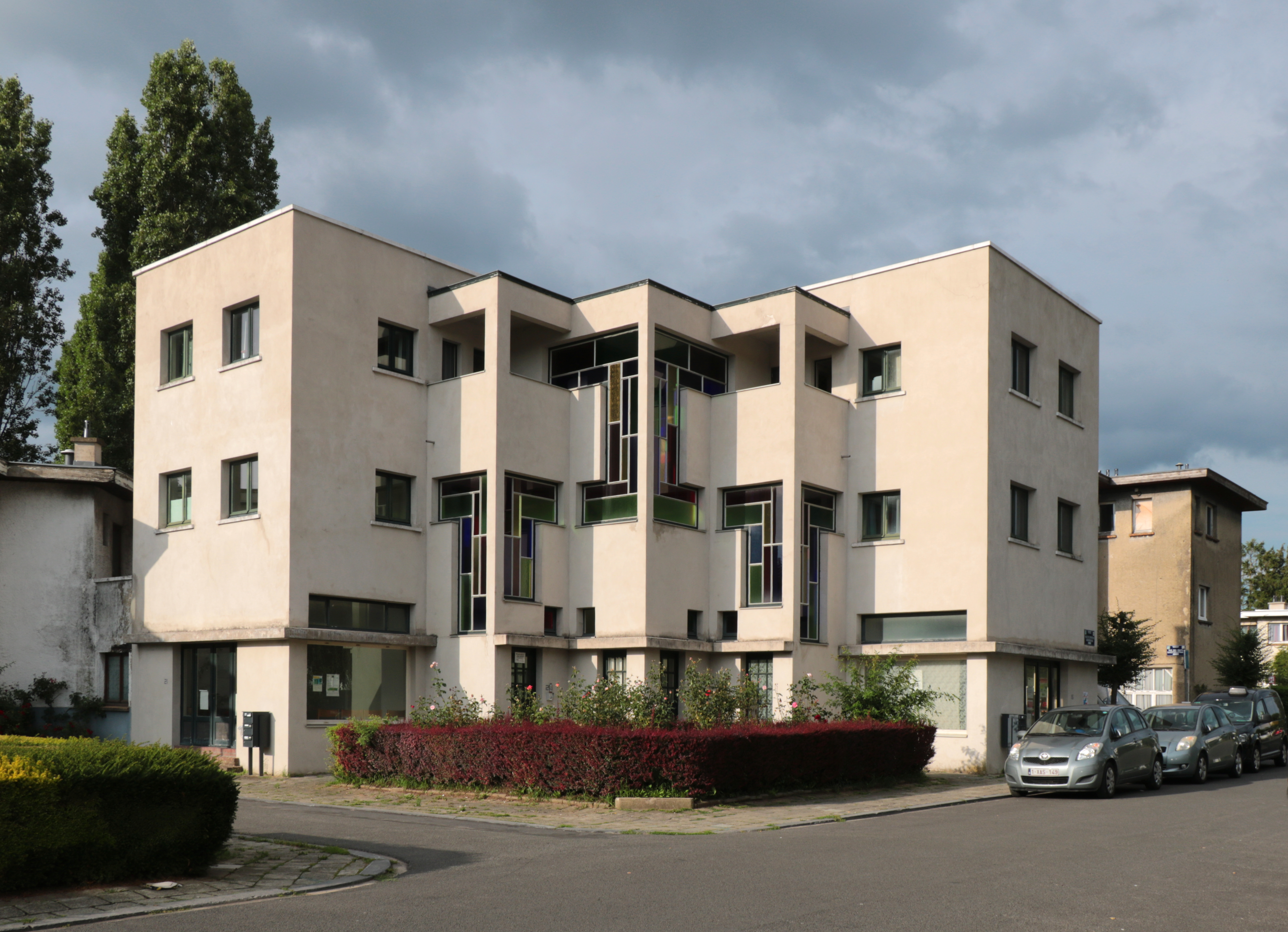
Place des Coopérateurs 18.
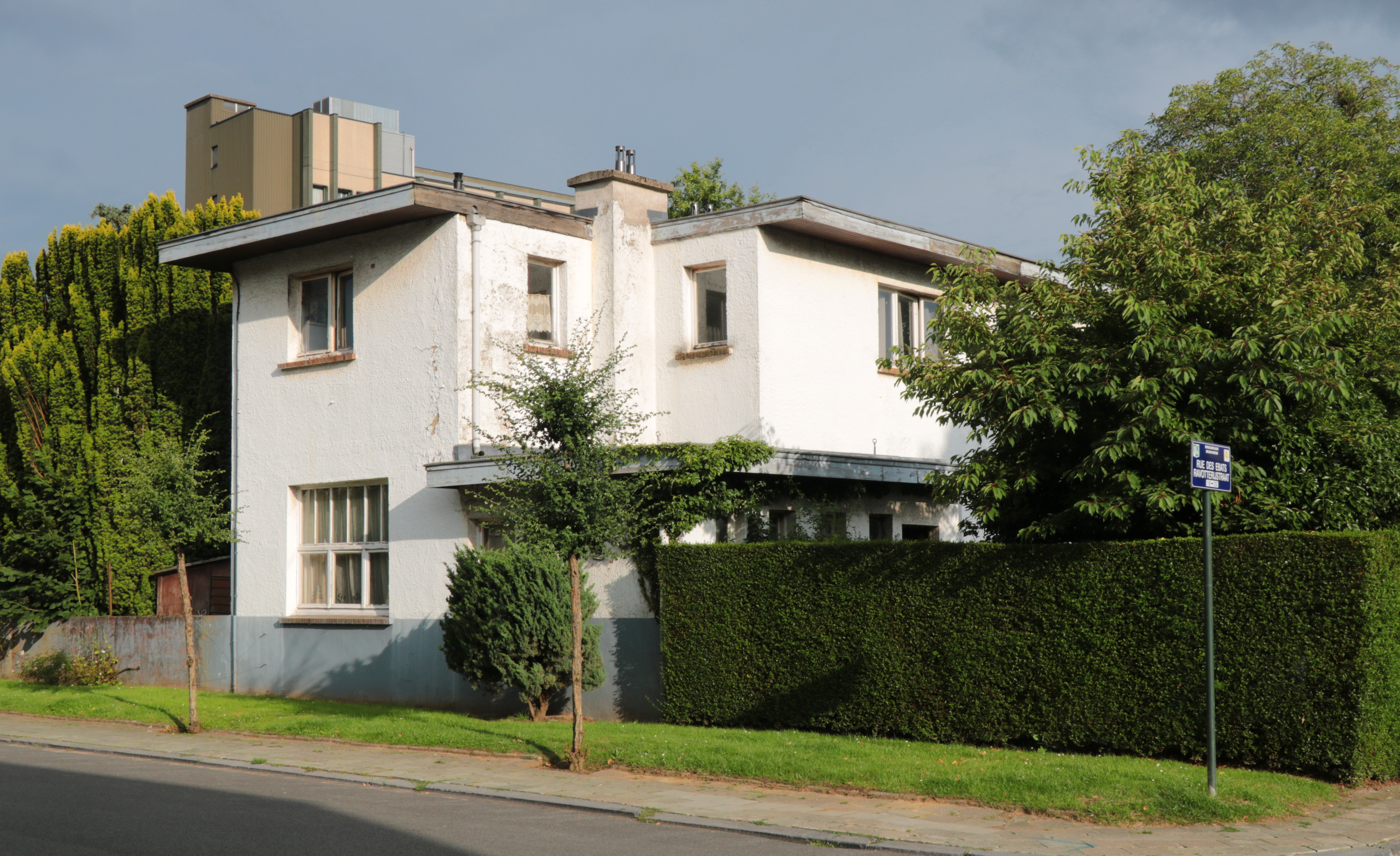
Maison individuelle.
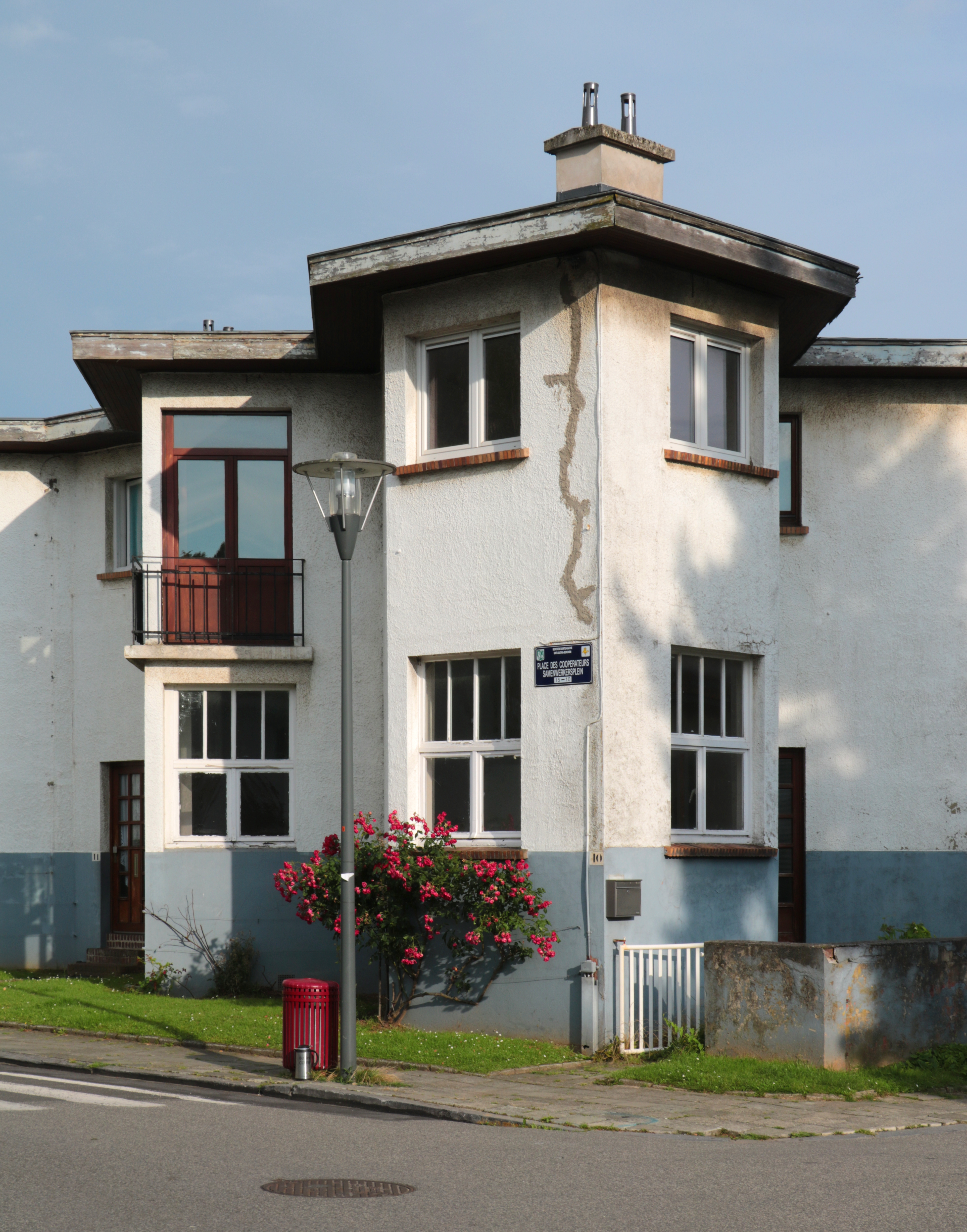
Maison d'angle.

## Hommages
- En 2017, une rue a été baptisée « rue Victor Bourgeois » à Couillet
- Un buste de Victor Bourgeois, œuvre de Frans Lambrechts, a été érigé au Parc Astrid à Charleroi[7].

## Élèves
- Charles Vandenhove